# Suburbio (película de 1951)
Suburbio es una película en blanco y negro de Argentina dirigida por León Klimovsky sobre el guion de Ulyses Petit de Murat que se estrenó el 16 de marzo de 1951 y tuvo como protagonistas a Pedro López Lagar, Fanny Navarro, Zoe Ducós y Pedro Maratea.

## Sinopsis
Los habitantes de un barrio olvidan sus diferencias ante la aparición de una epidemia.

## Reparto
Participaron del filme los siguientes intérpretes:
- Pedro López Lagar ... Fabián Moreno
- Fanny Navarro ... Laura
- Zoe Ducós ... Doctora Amalia
- Pedro Maratea ... "Cartón"
- Margarita Corona ... "Trapera"
- Alberto de Mendoza ... Eduardo
- Rosa Catá ... Rosalía
- Roberto Durán ... "Matarratas"
- Enrique Thomas
- Angélica López Gamio ... Dora
- Mauricio Espósito
- José Maurer
- Yuki Nambá ... Martina
- Juan Pecci
- Arturo Arcari
- Graciliano Batista
- Leo Alza
- Olga Berg
- Fernando Siro
- Alberto Traverso
- Roberto Guthié
- Aldo Vega
- Carlos Vietri
- Osvaldo Bruggi
- Félix Camino
- Juan Alighieri
- Fernanda Mistral

## Comentarios
Noticias Gráficas dijo:

”Está hecho siguiendo una técnica realista, pero por el realismo mismo, como lo demuestran las tintas que se cargan y sobrecargan.”

Por su parte Manrupe y Portela escriben:

”Falso neorrealismo con diálogos imposibles y algunas palabras fuertes para la época. Pobres que quieren progresar, una doctora santísima y hasta una barra tipo Dead End (Punto Muerto). El final incluye la mención de los nuevos barrios construidos por el gobierno de Juan Perón.”